# Fimbristylis jucunda
Fimbristylis jucunda là loài thực vật có hoa trong họ Cói. Loài này được (C.B.Clarke) J.Kern mô tả khoa học đầu tiên năm 1960.